# Дејвидсон (Северна Каролина)
Дејвидсон (енгл. Davidson) град је у америчкој савезној држави Северна Каролина.

## Демографија
По попису из 2010. године број становника је 10.944, што је 3.805 (53,3%) становника више него 2000. године.
| Група             | 2000.         | 2010.         |
| Белци             | 6.234 (87,3%) | 9.368 (85,6%) |
| Афроамериканци    | 581 (8,1%)    | 695 (6,4%)    |
| Азијати           | 92 (1,3%)     | 305 (2,8%)    |
| Хиспаноамериканци | 163 (2,3%)    | 411 (3,8%)    |
| Укупно            | 7.139         | 10.944        |